# Мечеть Абу-Фареса
Мечеть Абу-Фареса (араб. أبو فارس المسجد‎) — мечеть в городе Алжир.

## История
Здание в котором в данный момент расположена мечеть Абу-Фареса было возведено в 1865 году. До 1962 года в здании находилась Большая синагога города Алжир. 
После провозглашения 18 марта 1962 года Алжиром независимости, правительством этой страны обнародовало Кодекс о гражданстве, где было прописано, что гражданство мог получить только мусульманин. Большинство еврейских жителей Алжира были изгнаны и лишь немногие остались в городе. Здание синагоги было конфисковано алжирскими властями и было передано в мусульманской общине открывшей в нем мечеть. В 1963 здание было перестроено.